# Sidney Gottlieb
Sidney Gottlieb (* 3. August 1918; † 7. März 1999) war ein US-amerikanischer Militärpsychiater und Chemiker, der durch seine Verwicklung in das CIA-Programm MKULTRA bekannt geworden ist.

## Leben
Gottlieb kam in der Bronx als Joseph Scheider zur Welt. Er bekam den Doktorgrad in Chemie vom California Institute of Technology. Zudem erhielt er, der seit seiner Kindheit stotterte, in Sprachtherapie einen Magistergrad. Er hatte auch einen Klumpfuß, was ihn aber nicht davon abhielt, seiner lebenslangen Leidenschaft Volkstanz nachzukommen.
1951 wurde Gottlieb Mitglied der Central Intelligence Agency. Als Giftexperte leitete er zunächst die Abteilung Technical Services Staff (TSS) und wurde bald als „Schwarzer Hexer“ und „Schmutziger Trickser“ bekannt. Später leitete er die Herstellung von tödlichen Waffen und Bewusstseinskontroll-Experimente.

## MKULTRA
Ab April 1953 leitete Gottlieb das von CIA-Leiter Allen Dulles ins Leben gerufene Geheim-Projekt MKULTRA. Dabei war er für die Leitung und Finanzierung von nicht genehmigten LSD- und psychoaktiver Drogenexperimenten in der psychiatrischen Forschung verantwortlich, die die Zerstörung der menschlichen Psyche zum Ziel hatten. Neben LSD kamen unter anderem auch Chlorpromazin und Secobarbital zum Einsatz.
Gottlieb förderte Mediziner wie Ewen Cameron (60.000 USD) und Harris Isbell für umstrittene psychiatrische Forschungen, die Menschen ohne ihre Zustimmung und gegen ihren Willen als Versuchskaninchen missbrauchten. Viele dieser Leute erlitten durch diese von ihm und der Rockefeller Foundation betriebene Forschung ernste Schäden an ihrer Gesundheit.

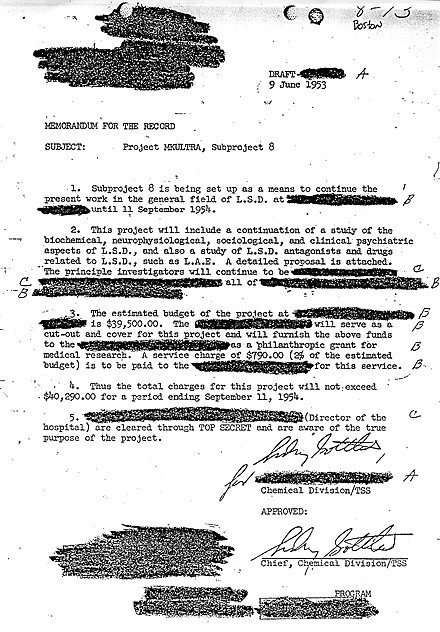
Sidney Gottlieb genehmigte in diesem Brief vom 9. Juni 1953 ein MKULTRA-Teilprojekt, das sich mit LSD beschäftigt.

In der im März 1960 von der CIA geplanten, von Präsidenten Eisenhower genehmigten und vom CIA Directorate for Plans Richard M. Bissell ausgeführten Operation Mongoose (auch Kuba-Projekt genannt) kam Gottlieb auf die Idee, Fidel Castros Fernsehstudio mit LSD und Castros Schuhe mit Thallium zu verseuchen, damit unter anderem sein Barthaar ausfallen sollte. Gottlieb brütete auch Entwürfe aus, um Castro durch vergiftete Zigarren, einen vergifteten Nassanzug, explodierende Tritonshorn-Schneckengehäuse sowie vergiftete Füllfederhalter zu ermorden. Auch versuchte er, das Taschentuch des irakischen Generals Abd al-Karim Qasim mit Botulinumtoxin zu verseuchen.
Weniger bekannt war eine Operation innerhalb des CIA-Phoenix Programms in Vietnam, in dem eine Mannschaft von CIA-Psychologen Bewusstseinskontroll-Experimente an NLF-Verdächtigen durchführten, die im Biên-Hòa-Gefängnis außerhalb von Saigon gefangen gehalten wurden.
Gottlieb ist auch für seine Grundlagenuntersuchungen von paranormalen Phänomenen bekannt, u. a. in Fernwahrnehmungen und Nahtoderfahrungen.